# COVID-19 в Нью-Йорке
Первый случай возникновения пандемии, связанный с COVID-19, был зафиксирован в Нью-Йорке в марте 2020 года, когда заболела женщина, прилетевшая в Нью-Йорк из Ирана, страны, которая на тот момент уже серьезно попала под влияние пандемии.
Приблизительно через месяц после этого городской регион Нью-Йорке пострадал в наибольшей мере среди других регионов страны. К апрелю в городе было зафиксировано больше подтвержденных случаев коронавируса, чем в Китае, Великобритании или Иране, а к маю стало больше случаев, чем в любой другой стране, по сравнению с США.
20 марта администрация издала распоряжение о закрытии незначимых предприятий. Система общественного транспорта города продолжала быть открытой, однако была переполненной в связи с сокращением транспортных услуг и увеличения количества бездомных, которые ищут приют в метро.
К апрелю сотни тысяч жителей Нью-Йорка остались без работы, а потерянные налоговые доходы оценивались в миллиарды. Работы с низким доходом в розничной торговле, транспорте и ресторанном секторе особенно пострадали. Падение доходов, налогов на продажу и доходов от туристического бизнеса, включая дохода от налога на гостиницы, может стоить городу порядка 10 миллиардов долларов. Мэр Билл де Блазио сообщил о том, что система по безработице в городе перестала функционировать из-за резкого увеличения количества обращений, и ей потребуется федеральная помощь, чтобы поддерживать основные услуги.
Пандемия, которая и сейчас продолжается, стала самой смертоносной катастрофой по количеству умерших в Нью-Йорке за всю историю.
На 13 марта 2021 число заражённых 1,73 млн, погибли 48277 человека

В декабре 2020 года система здравоохранения в Нью-Йорке начала вводить вакцину против коронавируса пациентам, которые принадлежат группе высокого риска и лицам, которые оказывают первую помощь, например, врачам и медсестрам. Город считал эту фазу фазой 1а. 11 января 2021 года город вступил в фазу 1b, в которую попадают люди в возрасте 65 лет и старше, работники бакалеи, а также учителя, службы быстрого реагирования, сотрудники общественного транспорта и исправительных учреждений. В феврале 2021 года город Нью-Йорк расширил право на участие в вакцинации для фазы 1b, включив в него работников ресторанов (включая службу доставки) и водителей такси. К лету 2021 года Нью-Йорк планирует создать вакцину, доступную для всех жителей города.

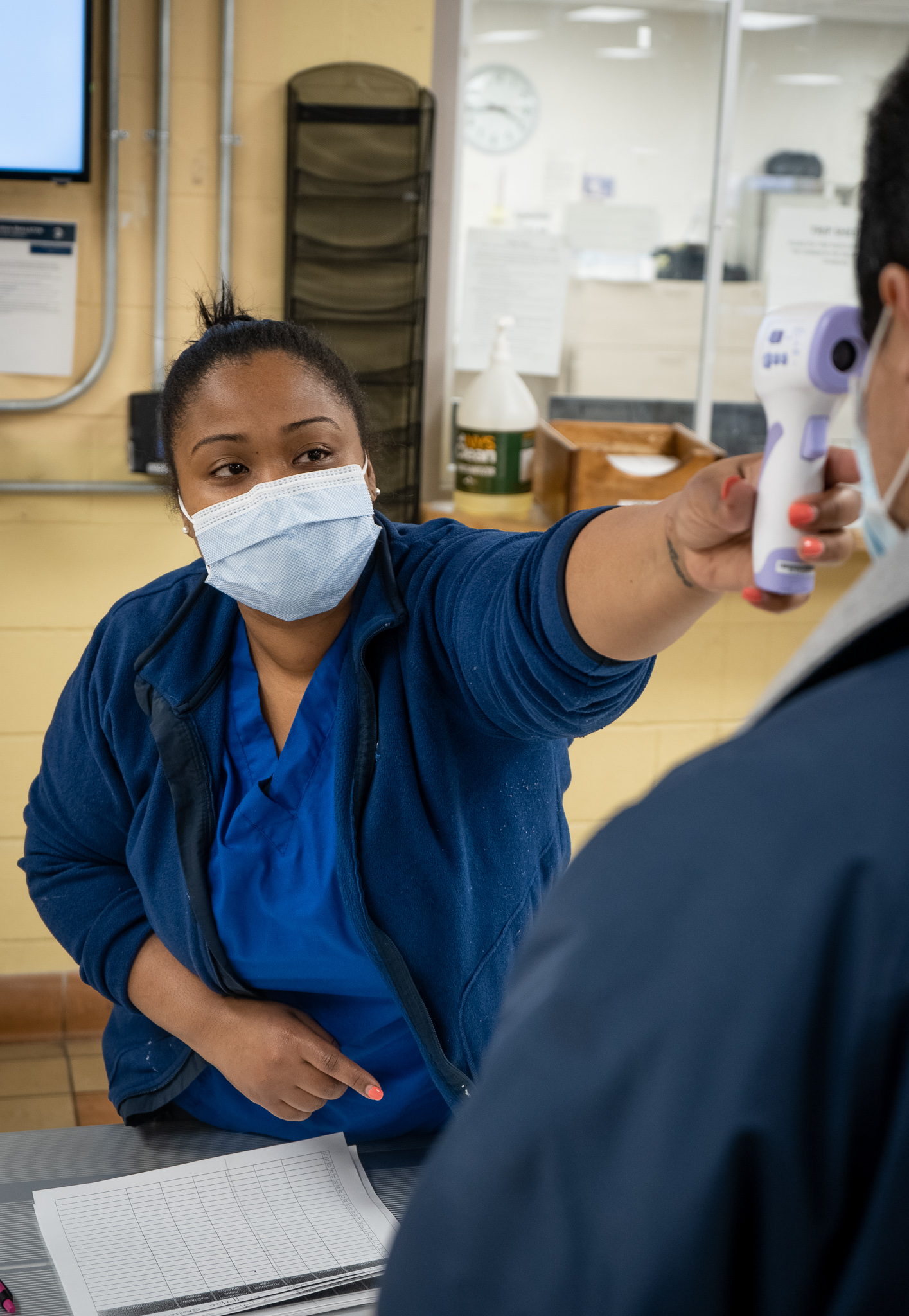
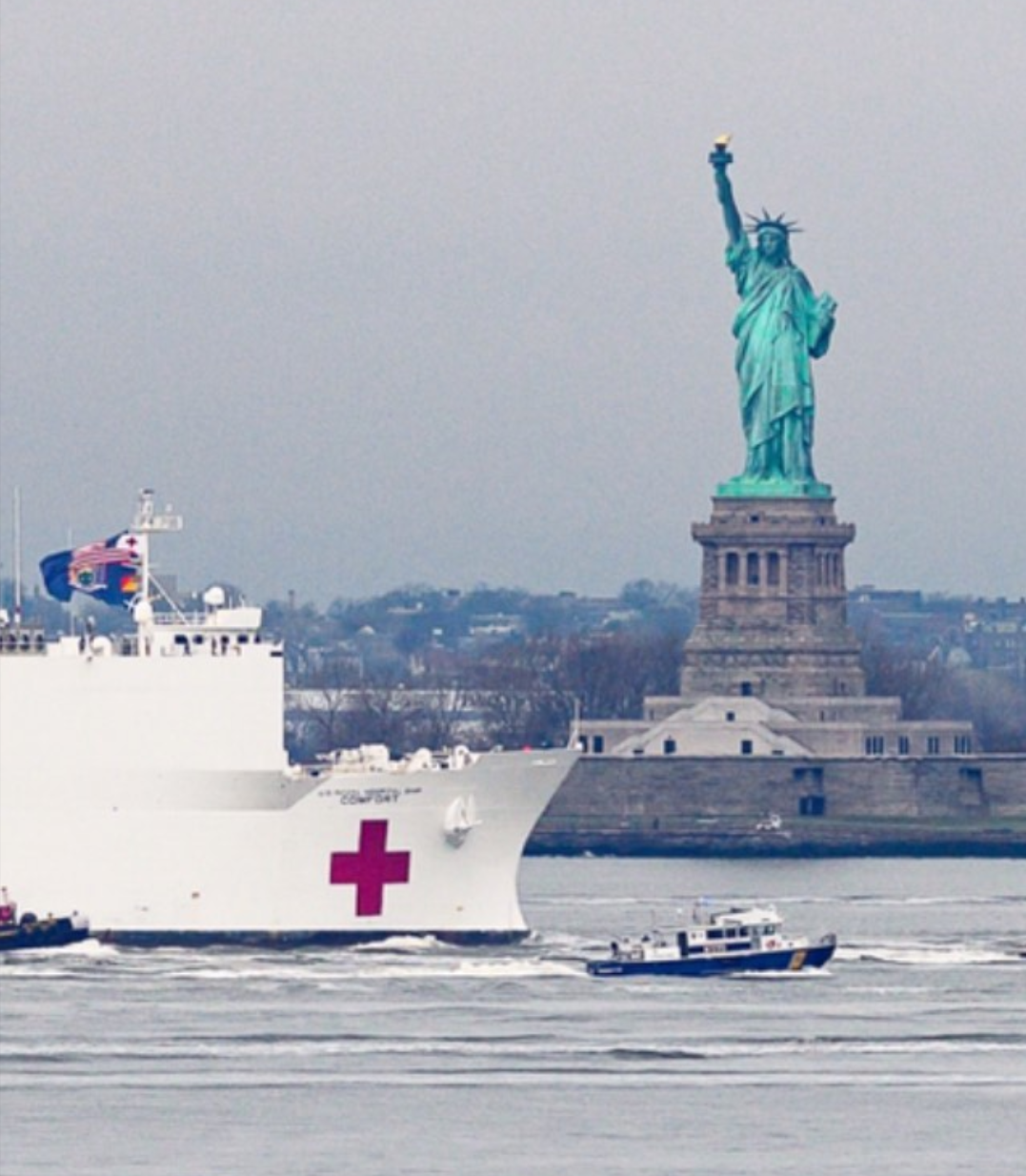
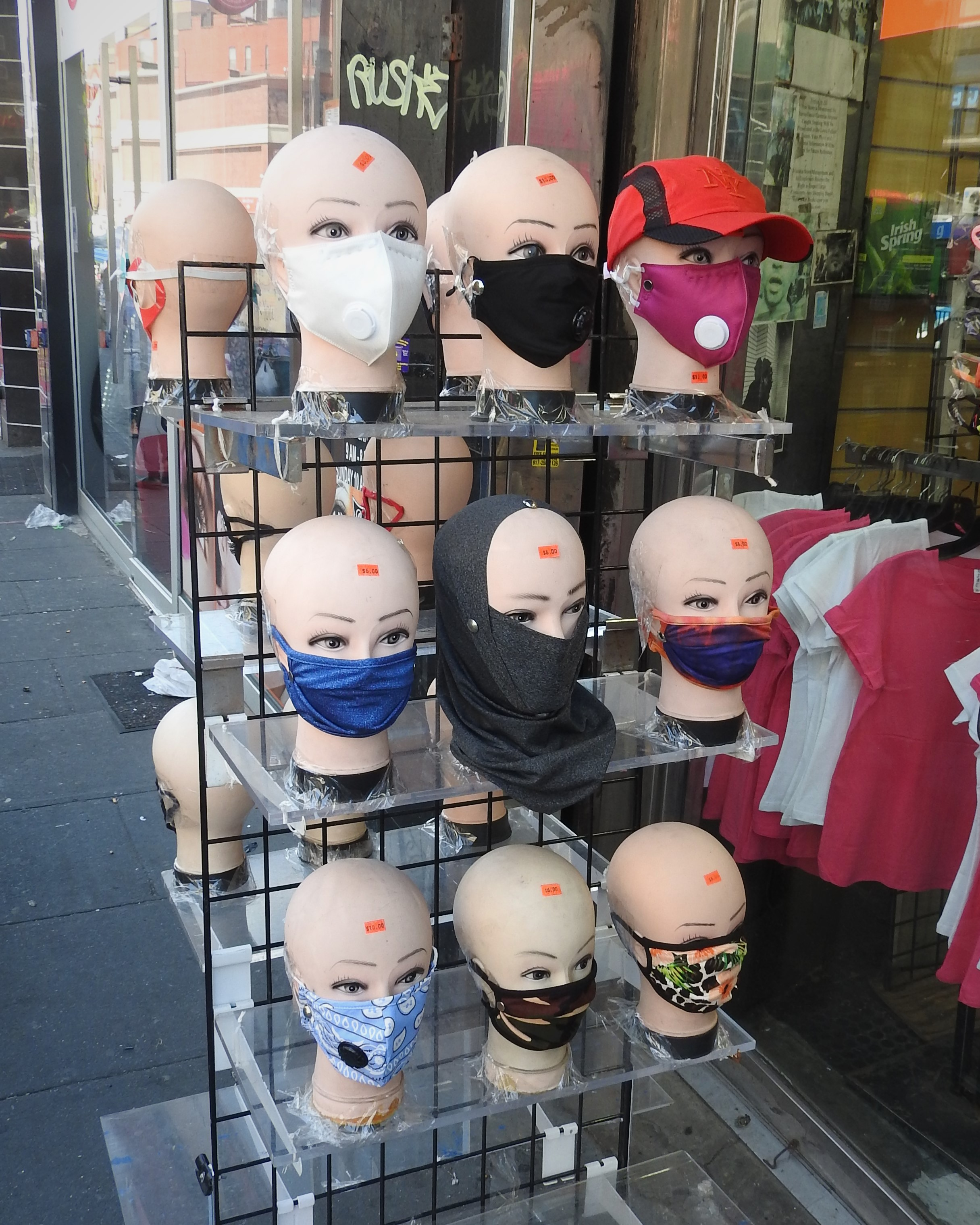
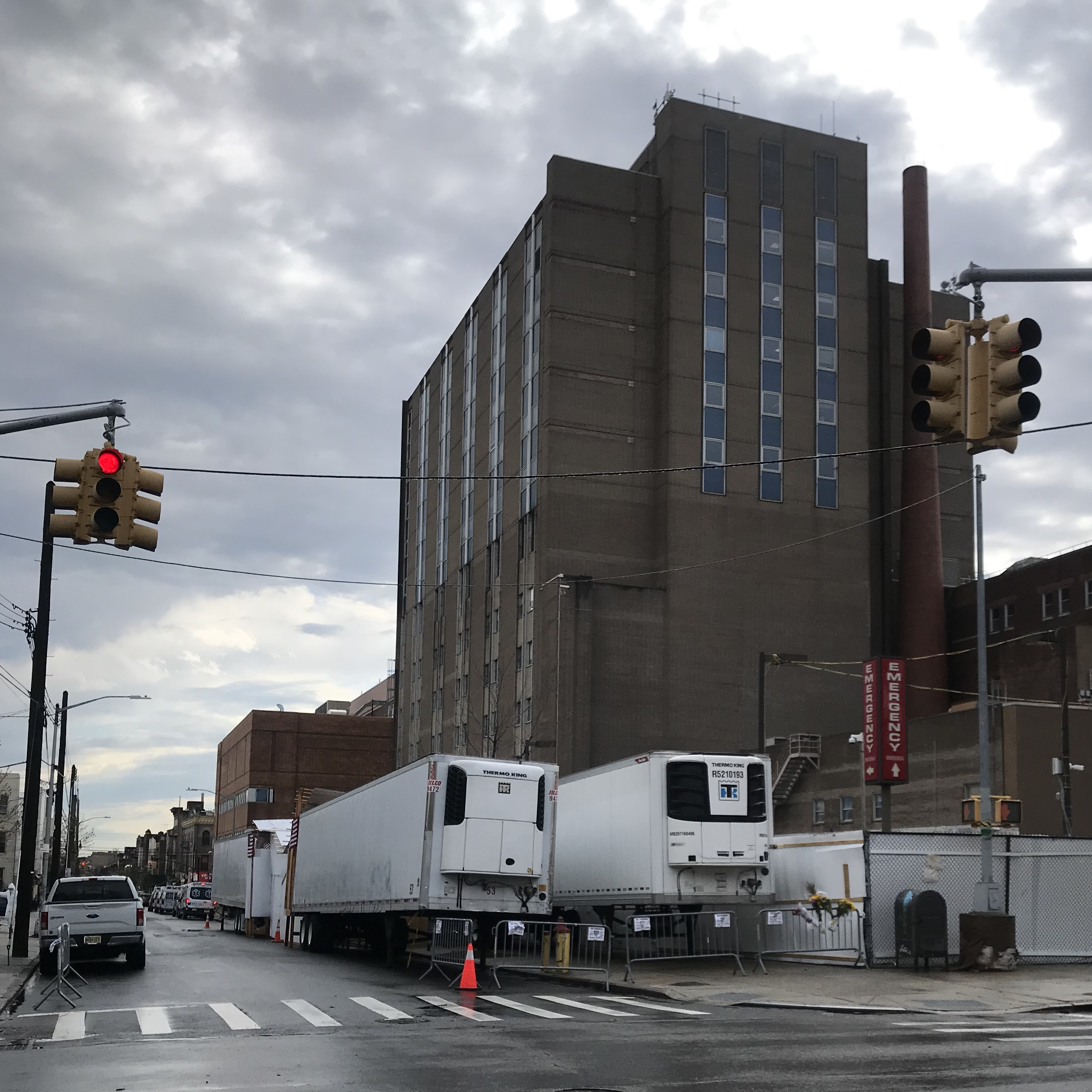
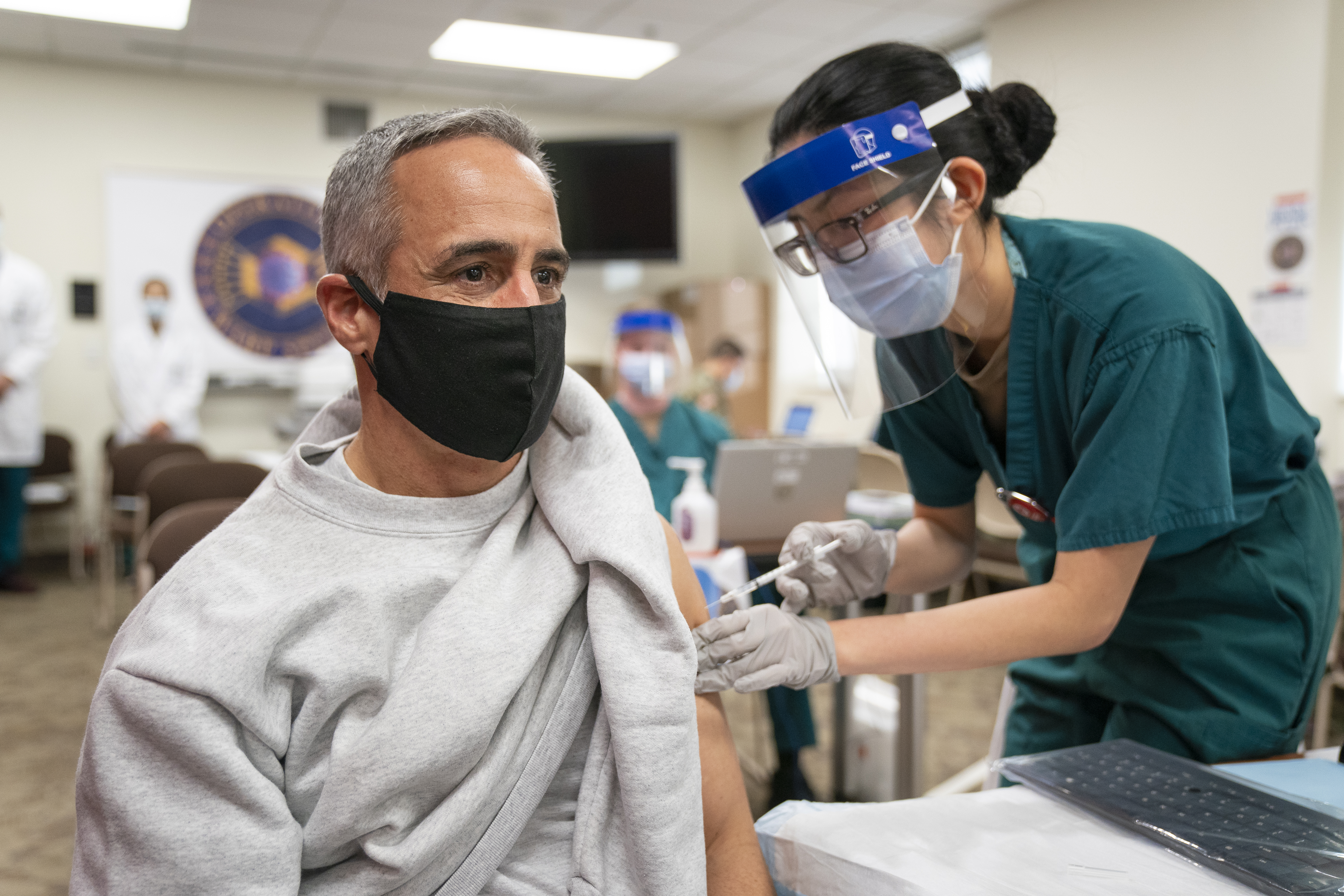
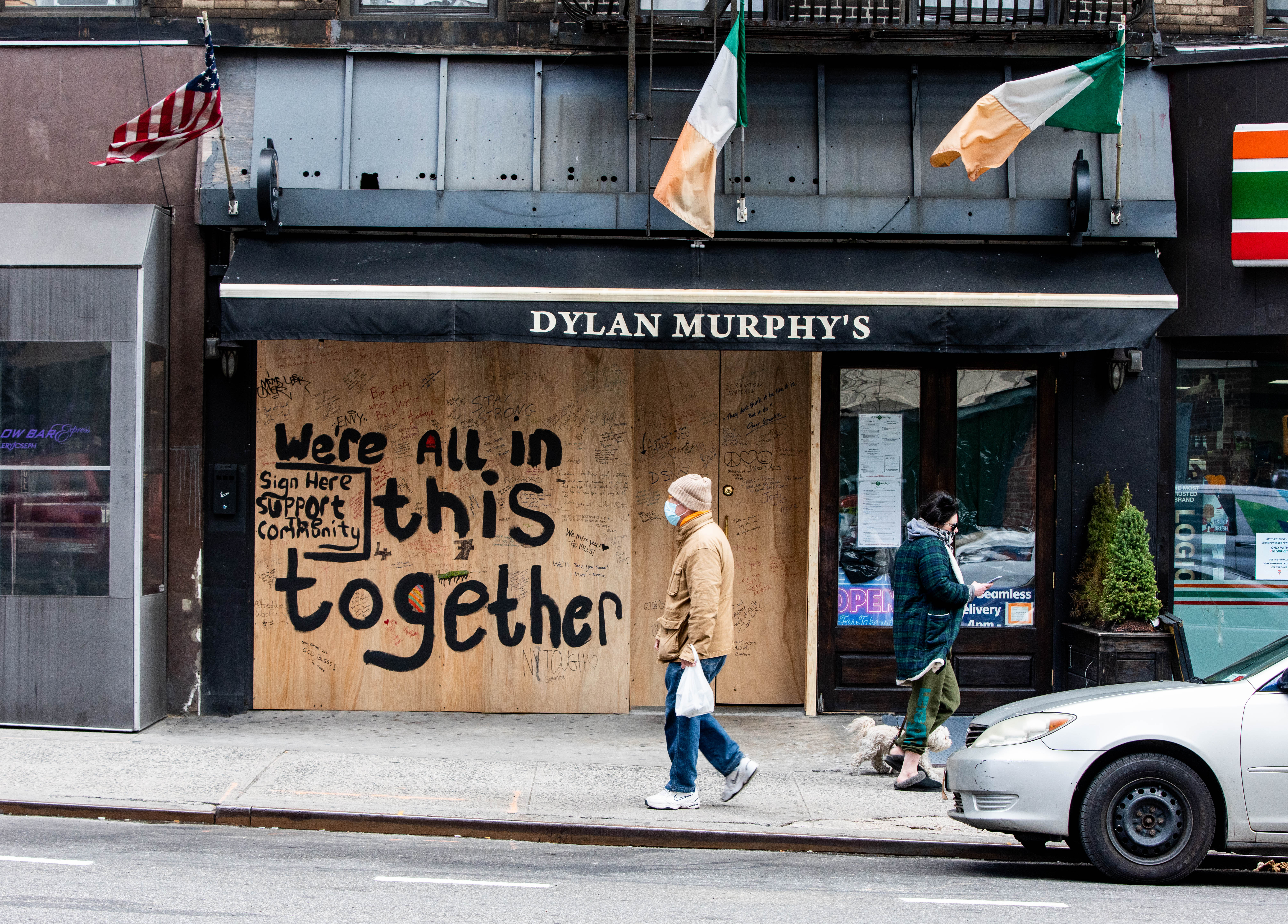